# Primas Germaniae
Il titolo di Primas Germaniae (Primate di Germania) è un titolo ecclesiastico onorifico inizialmente concesso al vescovo più importante (Primate) di Germania. Hanno posseduto il titolo nel corso della storia gli arcivescovi di Treviri, Magonza, Magdeburgo, Colonia e Salisburgo. Titolo annesso è anche quello di Legatus natus del Pontefice, ovvero di rappresentante del papa in Germania, che gli consente di vestire i panni di cardinale anche se non lo è formalmente.

## I detentori del titolo di Primas Germaniae

### Magonza
Il missionario anglosassone san Bonifacio nel 745 era vescovo di Magonza, la quale divenne in quella data comune. Bonifacio ottenne il titolo di arcivescovo e quindi di legato pontificio con poteri straordinari sulla regione da lui governata. Per i suoi servigi alla Chiesa gli venne concesso ben presto il titolo di "apostolo dei cristiani tedeschi". Egli dunque acquisì una posizione di rilevanza con la propria arcidiocesi rispetto alle altre dell'area tedesca. Sotto il governo dei suoi successori, di conseguenza, Magonza divenne uno dei principali stati ecclesiastici imperiali a tal punto che l'arcivescovo della città divenne anche uno dei sette principi elettori che avevano il diritto di nominare l'imperatore. La primazia di san Bonifacio, dunque, venne riconfermata ai suoi successori anche giuridicamente nel 900.
L'incarico, ad ogni modo, rimase sempre perlopiù un fatto onorifico e si estinse con Karl Theodor von Dalberg, ultimo principe-arcivescovo di Magonza.

### Treviri
Per la sede di Treviri il titolo viene utilizzato già dal IX secolo. Il titolo si estinse nel 1802 con la fine del principato secolare e la riduzione della precedente arcidiocesi di Treviri al rango semplicemente episcopale.

### Salisburgo
Per l'arcivescovo di Salisburgo il titolo di Primas Germaniae venne utilizzato già da Arno I (798-821), il quale però poté vantare perlopiù un privilegio papale per un vicariato. Salisburgo è l'unica arcidiocesi che ha mantenuto il titolo anche dopo la riorganizzazione post-napoleonica.

### Magdeburgo
La primazia di Magdeburgo si basa su un documento papale del 986: in esso l'arcivescovo di quella provincia ottiene gli stessi diritti degli arcivescovi di Magonza, Treviri e Colonia. Il titolo venne perso dall'arcidiocesi di Magdeburgo nel 1648 quando essa divenne uno dei capisaldi della riforma protestante.

### Colonia
Anche all'arcivescovo di Colonia, in alcuni casi, è stato concesso il titolo di Primas Germaniae in virtù dell'influenza di questo arcivescovato nel corso della storia europea e tedesca. Anche in questo caso il titolo cessò di esistere con la fine del principato secolare di Colonia.

## Poteri del Primas Germaniae
Il Primas Germaniae era una continuazione simbolica del vicariato apostolico già conosciuto nel medioevo (quando ancora le diocesi tedesche non erano legate all'attuale struttura organizzativa), ma con un'accezione più forte. I vicari apostolici del Papa, infatti, esercitavano la loro giurisdizione sulle aree assegnate oltre la loro portata effettiva. Il collegamento fisso del titolo con la cattedra di un vescovo particolare, ha portato lo stato di Primate al titolo annesso ad una particolare provincia. Tra le prerogative del Primate di Germania si contano ad esempio il coordinamento degli arcivescovi metropoliti che sono presenti nel proprio territorio, la convocazione dei concili plenari o il mantenimento di una corte d'appello superiore ai tribunali metropolitani.

## La primazia oggi

Stemma da arcivescovo di Salisburgo (rosso con 10 nappe per lato)

Il titolo di Primas Germaniae è oggi concesso al solo arcivescovo di Salisburgo, che detiene anche il titolo di legato nato, che gli permette di vestire i panni di cardinale anche se formalmente non lo è. Nel diritto canonico i titoli sono entrambi identificati come onorifici e pertanto sono così conosciuti anche se dalla revisione del 1983 essi non sono più considerati ufficiali, ma continuano ad essere tradizionalmente utilizzati dai detentori della sede arcivescovile salisburghese.